# ألان ماكسويل
ألان ماكسويل (بالإنجليزية: Alan Maxwell) (1870 بغلاسكو في المملكة المتحدة - 1951) هو لاعب كرة قدم بريطاني (وحمل سابقاً جنسية المملكة المتحدة لبريطانيا العظمى وأيرلندا) في مركز الهجوم. لعب مع ستوك سيتي ونادي إيفرتون وCambuslang F.C. ‏ وDarwen F.C. (1870) ‏ وSt Bernard's F.C. ‏.